# 薩克森-邁寧根的腓特烈
薩克森-邁寧根的腓特烈（德語：Friedrich von Sachsen-Meiningen，1861年10月12日—1914年8月23日），出生于迈宁根，是格奥尔格二世与第二任妻子费奥多拉的次子。

## 家庭
1889年，腓特烈與利珀-比斯特費爾德的阿德萊德結婚，兩人共有2子3女：
1. 費奧多拉（1890年—1972年）
2. 阿德萊德（1891年—1971年）
3. 格奧爾格（1892年—1946年）
4. 路易絲（1899年—1985年）
5. 博恩哈德（1901年—1984年）